# Marie Jean-Baptiste Claude Hénin de Chérel
Marie Jean-Baptiste Claude Hénin de Chérel est un homme politique français né le 24 mai 1753 à Paris et décédé à une date inconnue.
Conseiller maitre à la chambre des comptes de Paris de 1776 à 1790, il est administrateur du département de Seine-et-Oise sous la Révolution et président du district d’Étampes de 1796 à 1800. Sous-préfet en 1800, il est député de Seine-et-Oise de 1804 à 1814.

## Sources
- « Marie Jean-Baptiste Claude Hénin de Chérel », dans Adolphe Robert et Gaston Cougny, Dictionnaire des parlementaires français, Edgar Bourloton, 1889-1891 [détail de l’édition]